# Chipilo
Chipilo, offiziell Chipilo de Francisco Javier Mina, ist ein Ort im mexikanischen Bundesstaat Puebla mit etwa 3.500 Einwohnern, der zum Municipio San Gregorio Atzompa gehört.
Der Name Chipilo kommt aus dem Nahuatl, abgeleitet von chipilli ‚Kind‘ und -oc ‚Ort, Stelle‘, also in etwa Ort der Kinder.